# Jacob Flesch
Jacob Wilhelm Flesch (* 27. Juli 1885 in Frankfurt am Main; † 5. Januar 1972 ebenda) war ein deutscher Rechtsanwalt und Notar.

## Leben
Flesch kam als Sohn des Rechtsanwalts und Sozialpolitikers Karl Flesch zur Welt. Er besuchte die Souchayschule, dann das Goethegymnasium, an dem er 1903 die Reifeprüfung ablegte, und studierte Rechtswissenschaften und Volkswirtschaft an den Universitäten Heidelberg, Berlin und Marburg. 1908 wurde er mit einer Dissertation Das Berufsgeheimnis des Arztes an der Universität Leipzig zum Dr. jur. promoviert.
1911 ließ Flesch sich in Frankfurt als Rechtsanwalt nieder, ab 1924 war er auch Notar. Er wurde 1924 in den Vorstand des Frankfurter Anwaltvereins gewählt, dem er von 1925 bis zur Auflösung 1933 als Vorsitzender angehörte. Wegen seiner jüdischen Abstammung musste er 1933 sein Notariat abgeben. Während der Zeit des Nationalsozialismus arbeitete er in der Kanzlei der befreundeten Anwälte Karl Rasor und Hans Wilhelmi weiter. Nach 1945 gründete er seine Kanzlei mit Notariat wieder, die er bis 1967 führte.
Nach Ende des Zweiten Weltkriegs war er Gründer des „Vereins Rechtsanwaltskammer“, aus dem der Frankfurter Anwaltsverein und die Frankfurter Rechtsanwaltskammer hervorgingen. Ihr stand er bis 1966 als Präsident vor. Außerdem gehörte er dem Vorstand der Bundesrechtsanwaltskammer an.
Er war mit Lilla geborene Kinsley (1885–1972) verheiratet. Richard K. Flesch war ein gemeinsamer Sohn.

## Ehrungen
- 1952: Verdienstkreuz (Steckkreuz) der Bundesrepublik Deutschland
- 1955: Großes Verdienstkreuz der Bundesrepublik Deutschland
- 1960: Ehrenplakette der Stadt Frankfurt am Main